# Cotton Bowl
Il Cotton Bowl è uno stadio situato a Dallas in Texas, inaugurato nel 1930.
Originariamente era conosciuto come Fair Park Stadium. Concerti o altri eventi che utilizzano un palcoscenico consentono al campo da gioco di essere impiegato per contenere ulteriori persone. Il Cotton Bowl ospita ogni anno la partita di college football conosciuta con il nome di "Red River Showdown" tra Oklahoma Sooners e Texas Longhorns.
Fu per molti anni anche la sede dell'annuale partita di football americano del college conosciuta come la Cotton Bowl Classic, dalla quale lo stadio prese appunto il nome. Da gennaio 2010 la partita venne trasferita al AT&T Stadium ad Arlington.
Lo stadio ha, inoltre, ospitato 6 partite del Campionato mondiale di calcio 1994, ospitato appunto dagli Stati Uniti d'America.